# August Lütke-Westhues
August Lütke-Westhues (* 25. Juli 1926 in Westbevern; † 1. September 2000 in Münster) war ein deutscher Vielseitigkeitsreiter, der 1956 zwei olympische Silbermedaillen gewann.

## Leben
August Lütke-Westhues wurde als August Hohenbrink geboren. 1947 änderte die Familie den Namen auf den Hofnamen der Mutter. Er gehörte dem Reiterverein Gustav Rau in Telgte an. August Lütke-Westhues begann Ende der 1940er Jahre mit der Reiterei. 1953 gewann er seinen ersten Deutschen Meistertitel, 1956 folgte ein zweiter Titel. 1954 gewann er zusammen mit Wilhelm Büsing und Klaus Wagner die Silbermedaille bei der Europameisterschaft hinter der britischen Equipe.
Bei den Olympischen Reiterspielen 1956 in Stockholm ritt Lütke-Westhues auf Trux von Kamax zum zweiten Platz in der Einzelwertung hinter dem Schweden Petrus Kastenman. Auch in der Mannschaftswertung gewann Lütke-Westhues die Silbermedaille zusammen mit Otto Rothe und Klaus Wagner, Gold ging an die Briten. Auch bei der Europameisterschaft 1957 siegten die Briten, August Lütke-Westhues gewann auf Franko zusammen mit Siegfried Dehning und Reiner Klimke erneut Silber. Auch in der Einzelwertung gewann Lütke-Westhues 1957 Silber, Gold ging an Sheila Wilcox. 1959 bei der Europameisterschaft im britischen Harewood gelang der deutschen Mannschaft der Sieg über die Briten. Lütke-Westhues, Dehning, Ottokar Pohlmann und Klimke ritten in der Europameistermannschaft.
1961 beendete Lütke-Westhues seine sportliche Karriere und konzentrierte sich auf seinen Bauernhof. Daneben übernahm er Ehrenämter in seinem Reitverein, dessen Vorsitzender er 1965 wurde, und im Verband. Ab 1989 war er Vorsitzender des Reiterverbandes Nordrhein-Westfalen.
Sein Bruder Alfons Lütke-Westhues war 1956 Olympiasieger mit der deutschen Springreiter-Equipe.

## Ehrungen
- Deutsches Reiterkreuz in Gold (1986)
- Goldene Plakette der Landwirtschaftskammer Westfalen-Lippe (1991)
- Bundesverdienstkreuz am Bande (15. Dezember 1972)[1]